# Macropodia tenuirostris
Macropodia tenuirostris är en kräftdjursart. Macropodia tenuirostris ingår i släktet Macropodia och familjen maskeringskrabbor. Inga underarter finns listade i Catalogue of Life.